# Obserwatorium w Irbilu
Obserwatorium w Irbilu (arab. ‏مرصد أربيل‎) – nieczynne, nieukończone obserwatorium astronomiczne w irackiej muhafazie Irbil, na terenie Kurdystanu. Znajduje się na szczycie góry Kaurak o wysokości 2127 m n.p.m., w odległości około 56 km w linii prostej od stolicy prowincji, Irbilu. Na terenie obserwatorium znajdują się radiowo-telewizyjne anteny nadawcze.

## Historia obserwatorium
W 1973 roku prezydent Iraku Ahmad Hasan al-Bakr wydał decyzję w sprawie budowy obserwatorium astronomicznego na górze Kaurak. Miało ono kosztować około 160 milionów dolarów. Gdyby je ukończono, byłoby jedynym dużym obserwatorium w rejonie Bliskiego Wschodu. Według planów miało być wyposażone w trzy teleskopy – radioteleskop z czaszą o 30-metrowej średnicy oraz dwa optyczne: 3,5-metrowy (jeden z największych wówczas w świecie) oraz 1,25-metrowy. Do uruchomienia obserwatorium nigdy jednak nie doszło. Obserwatorium leży na strategicznej górze, niecałe 50 km od granicy z Iranem i w trakcie wojny iracko-irańskiej w 1985 roku stało się celem ataku irańskich rakiet. Dalszych zniszczeń doznało w 1991 roku podczas I wojny w Zatoce Perskiej z koalicją, na której czele stały Stany Zjednoczone. Podczas pierwszego ataku irańskiego radioteleskop oraz teleskop 1,25-metrowy były już zainstalowane i przechodziły testy. Poważnych uszkodzeń doznała czasza radioteleskopu i jego betonowa podstawa. Uszkodzone zostały także budynki teleskopów z kopułami. W wyniku kradzieży z 1,25-metrowego teleskopu pozostało niewiele. Nierozpakowane elementy teleskopu 3,5-metrowego znajdujące się jeszcze w skrzyniach zostały przewiezione do Bagdadu.
W 2007 roku istniały plany odbudowy obserwatorium, a nawet rozważano możliwość zainstalowania w nim większego, 6,5-metrowego teleskopu, jednak ze względu na trudną sytuację w kraju, plany te nie zostały zrealizowane.